# Новіни-Жуковські
Новіни-Жуковські (пол. Nowiny Żukowskie) — село в Польщі, у гміні Кшчонув Люблінського повіту Люблінського воєводства.
Населення — 117 осіб (2011).

## Демографія
Демографічна структура станом на 31 березня 2011 року:
|          | Загалом | Допрацездатний вік | Працездатний вік | Постпрацездатний вік |
| -------- | ------- | ------------------ | ---------------- | -------------------- |
| Чоловіки | 59      | 9                  | 42               | 8                    |
| Жінки    | 58      | 10                 | 30               | 18                   |
| Разом    | 117     | 19                 | 72               | 26                   |